# The Misfit of Demon King Academy
The Misfit of Demon King Academy: History's Strongest Demon King Reincarnates and Goes to School with His Descendants (魔王学院の不適合者 ～史上最強の魔王の始祖、転生して子孫たちの学校へ通う～?, Maō Gakuin no futekigōsha: shijō saikyō no maō no shiso, tensei shite shison-tachi no gakkō e kayō, lett. "Il disadattato dell'Accademia del Re Demone ~ Il capostipite del re demone più forte della storia, si reincarna e va a scuola con i suoi discendenti"), anche conosciuta come Maō Gakuin no futekigōsha (魔王学院の不適合者?), è una serie di light novel giapponese scritta da Shu e illustrata da Yoshinori Shizuma.
La serie originariamente nasce come web novel amatoriale nell'aprile 2017 sul sito web Shōsetsuka ni narō, in seguito comprata da ASCII Media Works che ne ha ufficialmente iniziato la pubblicazione nel marzo 2018 come light novel.
Un adattamento manga di Kayaharuka è stato lanciato online a luglio 2018, ma è stato cancellato a luglio 2021 a seguito della morte prematura del disegnatore, mentre un adattamento anime televisivo ad opera di Silver Link viene trasmesso dal 4 luglio 2020.

## Trama
Dopo duemila anni di innumerevoli guerre e conflitti, il re demone Anos Voldigoad fece un patto con l'eroe umano, Kanon, sacrificando la propria vita per garantire l'avvento della pace e della prosperità. Reincarnandosi duemila anni dopo, Anos scopre che i demoni reali ora governano duramente sui demoni ibridi di classe inferiore, in una società che valorizza i discendenti purosangue di Anos rispetto ai demoni che si sono incrociati con altre specie, come umani e spiriti. Trovando che la magia nel suo insieme ha iniziato una discesa pericolosa e i suoi discendenti sono più deboli a causa della pace che ha creato, Anos (ora tecnicamente un ibrido lui stesso) decide di rivendicare il suo precedente titolo di Re Demoniaco, ma prima, deve diplomarsi all'Accademia del Re Demoniaco dove però è etichettato come un disadattato totale.

## Personaggi
Anos Voldigord (アノス・ヴォルディゴード?, Anosu Vorudigōdo)
Doppiato da: Tatsuhisa Suzuki (stagione 1), Yūichirō Umehara (stagione 2)
Protagonista della serie, Anos è un re demone reincarnato che esisteva duemila anni prima dell'inizio della serie.
Misha Necron (ミーシャ・ネクロン?, Mīsha Nekuron)
Doppiata da: Tomori Kusunoki
Una ragazza discendente di Ivis Necron, uno dei sette Demoni Imperatori Anziani. È sorella gemella di Sasha. Incontra Anos Voldigoad davanti all'ingresso dell'Accademia del Re Demoniaco, rimanendo conquistata dalla sua gentilezza quando le raccoglie una lettera che le era caduta, tanto da unirsi immediatamente alla sua squadra quando la classe viene divisa in questo modo. Più avanti viene rivelato che anni prima, quando Sasha doveva ancora nascere, Ivis Necron operò l'incantesimo Dino Jixes per separarne l'anima in due. L'altra era Misha, il che la rendeva di fatto una diramazione della "sorella". Per questo motivo gli altri demoni non la consideravano, in quanto secondo loro in realtà non esisteva davvero, e sarebbe scomparsa una volta raggiunti i 15 anni, venendo riassorbita dall'anima di Sasha allo scopo di creare un potente ospite per il Fondatore. La ragazza, però, accettò la cosa, desiderando far pace con la sorella e di crearsi dei bei ricordi prima di sparire. Durante l'esame del dungeon Anos, dopo aver affrontato la fusione tra un Ivis Necron condizionato e un dio guardiano del tempo, a far tornare indietro nel tempo le anime delle due ragazze, così da renderle vere sorelle e consentire a Misha di vivere appieno la sua vita.
Sasha Necron (サーシャ・ネクロン?, Sāsha Nekuron)
Doppiata da: Yuko Natsuyoshi
Sorella gemella di Misha, Sasha è conosciuta come la Strega della Distruzione, a causa dei suoi Occhi Demoniaci della Distruzione. Con essi è dotata di un grande potere di distruzione, ma non riesce a controllarli bene, al punto che se agitata saltano fuori in automatico. Da bambina era anche peggio, tanto che si era chiusa in sé stessa. Solo Misha riuscì a calmarla, essendo stata la sola, prima di Anos, a guardarla dritta negli occhi. Nel presente, però, risulta molto scortese ed offensiva nei suoi confronti, al punto da definirla niente più che una "bambola magica" senz'anima. Si scopre però che mentiva: in realtà vuole molto bene a sua sorella, tanto da studiare da anni un modo per impedirle di scomparire, ed una delle magie create a tale scopo aveva come scotto quello di farsi ripudiare da Misha. Il terribile destino di quest'ultima viene però sventato da Anos Voldigoad, che fa tornare indietro nel tempo le anime delle due ragazze, così da renderle vere sorelle e consentire a Misha di vivere appieno la sua vita. Come Misha fa capire facilmente di provare qualcosa per lui.
Zepes Indu (ゼペス・インドゥ?, Zepesu Indu)
Doppiato da: Takuya Eguchi
Un demone membro della famiglia Indu e fratello di Leorig. È molto arrogante, data l'importanza della sua famiglia, e come tanti altri nobili disprezza e si prende gioco degli ibridi. Ciononostante Anos Voldigord, durante il test d'ingresso all'Accademia del Re Demoniaco, lo sconfigge come se niente fosse.
Leorig Indu (リオルグ・インドゥ?, Riorugu Indu)
Doppiato da: Shinnosuke Tachibana
Uno degli imperatori demoni e il capo della famiglia Indu e il fratello di Zepes. A differenza sua è indifferente nei confronti degli ibridi (pur non considerandoli) e dà molta importanza alla nobiltà ed alla forza, tanto da uccidere suo fratello, colpevole di essersi mostrato debole ai suoi occhi. Tuttavia, dopo che Anos trasforma Zepes come uno zombie vendicativo, ripensa ai momenti trascorsi insieme da bambini, indicando che all'epoca avessero un rapporto più disteso. Dopo essere stato ucciso a sua volta viene resuscitato assieme al fratello, mostrando poi maggior timore nei confronti di Anos.
Kanon (カノン?)
Doppiato da: Ryōta Ōsaka
Un leggendario eroe esistito duemila anni prima dell'inizio della storia. Era nemico di Anos in quanto quest'ultimo demone. Si presentava come un giovane adulto con i capelli biondi e gli occhi azzurri. Morto in circostanze misteriose, viene resuscitato da Emilia per fargli eliminare Anos ma alla fine verrà ucciso proprio da quest'ultimo. In seguito verrà resuscitato una terza volta da Anos.
Emilia Ludowell (エミリア・ルードウェル?, Emiria Rūdoweru)
Doppiata da: Ami Koshimizu
L'insegnante della classe di Anos, una purosangue e figlia di Elio Ludowell, uno degli imperatori demoni. Per via di ciò, nonostante la notevole potenza mostrata del protagonista rifiuta categoricamente di riconoscere qualunque cosa ad un "inadatto", cercando di sabotarlo a più riprese. Durante il torneo di spada arriva a tentare di rubargli la spada sottraendola a sua madre Izabella e alle ragazze che l'accompagnavano tentando di ucciderle. Anos, ormai stanco di quest'ennesima interferenza della prepotente insegnante, prima la uccide e poi la reincarna come ibrida. In aggiunta le pone sul capo una maledizione che l'avrebbe fatta sempre rinascere come ibrido, così da punirla come si deve.
Shin Reglia (シン・レグリア?, Shin Reguria)
Doppiato da: Wataru Hatano
Uno spadaccino che fungeva da braccio destro di Anos 2000 prima dell'inizio della serie. Morto ucciso da Kanon, chiese come ricompensa per aver combattuto contro uno spirito particolarmente forte di essere reincarnato pur sapendo che non avrebbe conservato i propri ricordi.
Lay Glanzudlii (レイ・グランズドリィ?, Rei Guranzudori)
Doppiato da: Takuma Terashima
Uno studente trasferito membro della Generazione del Caos. Sotto ordine di Emilia combatte contro Shin dal quale viene ucciso.

## Media

### Light novel
La serie è stata pubblicata per la prima volta online come romanzo web nell'aprile 2017 sul sito web Shōsetsuka ni narō da Shu. Successivamente è stato acquistato da ASCII Media Works, che ha pubblicato il primo volume come light novel sotto l'etichetta Dengeki Bunko nel marzo 2018. Diciassette volumi sono stati pubblicati ad agosto 2025 (i volumi 4, 10, 12 e 13 si compongono di prima e seconda parte pur mantenendo la medesima numerazione).
| Nº  | Data di prima pubblicazione | Data di prima pubblicazione | Data di prima pubblicazione |
| Nº  | Giapponese                  | Giapponese                  |                             |
| --- | --------------------------- | --------------------------- | --------------------------- |
| 1   | 10 marzo 2018               | ISBN 978-4-04-893681-1      |                             |
| 2   | 10 luglio 2018              | ISBN 978-4-04-893920-1      |                             |
| 3   | 10 novembre 2018            | ISBN 978-4-04-912096-7      |                             |
| 4a  | 9 marzo 2019                | ISBN 978-4-04-912327-2      |                             |
| 4b  | 10 maggio 2019              | ISBN 978-4-04-912453-8      |                             |
| 5   | 10 ottobre 2019             | ISBN 978-4-04-912664-8      |                             |
| 6   | 10 marzo 2020               | ISBN 978-4-04-913074-4      |                             |
| 7   | 10 luglio 2020              | ISBN 978-4-04-913273-1      |                             |
| 8   | 10 ottobre 2020             | ISBN 978-4-04-913448-3      |                             |
| 9   | 9 aprile 2021               | ISBN 978-4-04-913734-7      |                             |
| 10a | 6 agosto 2021               | ISBN 978-4-04-913938-9      |                             |
| 10b | 8 ottobre 2021              | ISBN 978-4-04-913939-6      |                             |
| 11  | 10 marzo 2022               | ISBN 978-4-04-914145-0      |                             |
| 12a | 10 agosto 2022              | ISBN 978-4-04-914532-8      |                             |
| 12b | 7 ottobre 2022              | ISBN 978-4-04-914533-5      |                             |
| 13a | 10 febbraio 2023            | ISBN 978-4-04-914870-1      |                             |
| 13b | 10 maggio 2023              | ISBN 978-4-04-914874-9      |                             |
| 14a | 8 settembre 2023            | ISBN 978-4-04-915122-0      |                             |
| 14b | 10 gennaio 2024             | ISBN 978-4-04-915123-7      |                             |
| 15  | 7 giugno 2024               | ISBN 978-4-04-915697-3      |                             |
| 16  | 8 novembre 2024             | ISBN 978-4-04-916083-3      |                             |
| 17  | 8 agosto 2025               | ISBN 978-4-04-916084-0      |                             |

### Manga
Un adattamento manga scritto e disegnato da Kayaharuka è stato serializzato online tramite il sito web Manga-UP! di Square Enix da luglio 2018 ed è stato raccolto in quattro volumi tankōbon. A luglio 2021, la pubblicazione è stata cancellata definitivamente, perché l'artista è deceduto a causa di un cancro al pancreas. Il manga è pubblicato in inglese da Square Enix.
| Nº | Data di prima pubblicazione | Data di prima pubblicazione | Data di prima pubblicazione |
| Nº | Giapponese                  | Giapponese                  |                             |
| -- | --------------------------- | --------------------------- | --------------------------- |
| 1  | 10 novembre 2018            | ISBN 978-4-7575-5906-6      |                             |
| 2  | 10 maggio 2019              | ISBN 978-4-7575-6112-0      |                             |
| 3  | 10 ottobre 2019             | ISBN 978-4-7575-5906-6      |                             |
| 4  | 5 marzo 2021                | ISBN 978-4-7575-7133-4      |                             |

### Anime

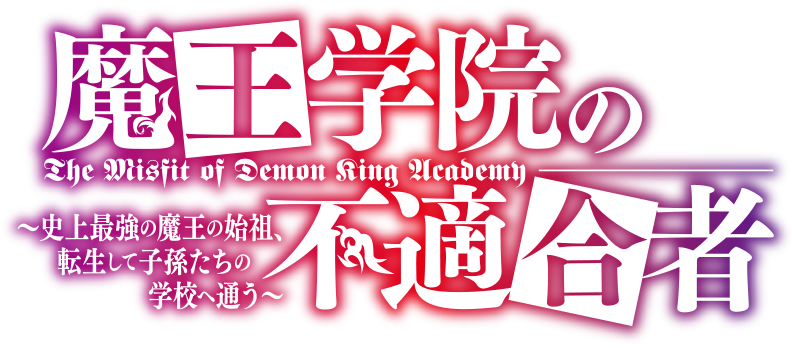
Logo della serie

Un adattamento televisivo anime di 13 episodi è stato annunciato all'evento "Dengeki Bunko aki no namahōsō festival" il 6 ottobre 2019. L'anime era originariamente previsto per aprile 2020, ma è stato rimandato a luglio 2020 a causa delle complicazioni della produzione derivanti dalla pandemia di COVID-19. La serie è animata da Silver Link e diretta da Masafumi Tamura, con Shin Ōnuma come direttore principale. Jin Tanaka si occupa della composizione della serie, mentre Kazuyuki Yamayoshi del character design e Keiji Inai della colonna sonora. L'anime è stato trasmesso dal 4 luglio al 26 settembre 2020. Crunchyroll ha trasmesso in streaming la serie in versione sottotitolata.
Il 6 marzo 2021 è stato annunciato che la serie avrebbe ricevuto una seconda stagione divisa in due parti con lo staff e il cast che avrebbero ripreso i rispettivi ruoli. Yūichiro Umehara ha sostituito Tatsuhisa Suzuki come voce di Anos Voldigoad per la seconda stagione. Il primo cour è stato trasmesso dal 7 gennaio 2023. La sigla d'apertura è Seien cantata dai Lenny code fiction mentre quella di chiusura è Esoa (エソア?) di Momosumomosu. L'11 febbraio 2023 è stato annunciato che l'episodio 7 della seconda stagione e i seguenti sarebbero stati posticipati a causa del COVID-19. Il 25 marzo 2023 è stato annunciato che la seconda stagione sarebbe stata ritrasmessa da capo a partire da luglio 2023. Il 12 giugno 2023 sul sito ufficiale dell'anime è stato confermato che la seconda stagione sarebbe stata ritrasmessa a partire dal primo episodio dall'8 luglio 2023 finendo per concludersi il 23 settembre seguente. La seconda parte è stata trasmessa dal 12 aprile al 25 luglio 2024. Crunchyroll ha riconfermato i diritti di distribuzione internazionale al di fuori dell'Asia in versione sottotitolata in più Paesi, tra cui l'Italia.

#### Prima stagione
| Nº | Titolo italiano (traduzione letterale) Giapponese 「Kanji」 - Rōmaji | In onda           | In onda |
| Nº | Titolo italiano (traduzione letterale) Giapponese 「Kanji」 - Rōmaji | Giapponese        |         |
| 1  | L’inadatto all'Accademia del Re Demoniaco 「魔王学院の不適合者」 - Maō gakuin no futekigōsha | 4 luglio 2020     |         |
| 1  | Nell'attuale società demoniaca, l'Accademia del Re Demoniaco Delzogade forma giovani domani discendenti dalla stirpe del Re Demoniaco, in attesa che quest'ultimo si reincarni. Due nuovi studenti, Anos Voldigoad Misha Necron, vengono infastiditi da Zepes Indu, un nobile arrogante. Anos, che in segreto è il Re Demoniaco reincarnato, lo umilia facilmente uccidendo e resuscitando ripetutamente Zepes finché non si arrende. Anos invita Misha a casa sua, dove i genitori di Anos spiegano che ha usato la sua magia per crescere rapidamente. Anos viene avvicinato da Zepes e da suo fratello, Leorig, che gli spiega che i nobili e i reali assicurano la loro supremazia uccidendo segretamente gli ibridi nati con una magia potente. Leorig uccide quindi Zepes per aver umiliato la famiglia, ma Anos, che non è influenzato dalla magia di Leorig, spiega che, in quanto loro antenato fondatore, è l'origine della loro magia. Sconfigge quindi Leorig evocando zepes come zombie vendicativo. Vittorioso, Anos resuscita del tutto Zepes e Leorig e dichiara che riprenderà il suo trono di Re Demoniaco. Il giorno dopo, Anos riceve il suo stemma di studente che lo identifica come il nuovo studente più potente, ma anche come un totale disadattato. |                   |         |
| 2  | La strega della distruzione 「破滅の魔女」 - Hametsu no majo | 11 luglio 2020    |         |
| 2  | 2000 anni fa, Anos, stanco della guerra, fece un patto con l'eroe umano Kanon per sacrificare la sua vita e separare i regni dei demoni, degli umani, degli spiriti e degli dei per 1000 anni, in modo che la pace potesse prosperare. Nel presente, Anos scopre di essere stato considerato un disadattato perché la storia del Re Demoniaco è stata grossolanamente mal interpretata. Dimostra la sua intelligenza correggendo l'incantesimo della sua insegnante, Emilia Ludowell, raddoppiandone il potere. Dimostra poi la sua potenza travolgendo Sasha Necron, l'arrogante sorella di Misha, con il suo stesso incantesimo. Sasha sfida Anos a duello durante l'esame di squadra, dove se lei perderà, si unirà al gruppo di Anos, mentre in caso contrario, lui diventerà il suo schiavo. Anos vince facilmente grazia alla sua immensa forza fisica e alla sua magia travolgente. Dopo che Sasha accetta malvolentieri di unirsi al suo gruppo, Anos rivela di essersi limitato con lei perché Misha vuole bene a Sasha e voleva essere nella sua stessa squadra, inoltre pensa che gli occhi demoniaci di Sasha siano bellissimi. Dopo aver presentato Sasha ai suoi genitori, che sono sorpresi dal fatto che abbia portato a casa due ragazze, Sasha ringrazia segretamente Anos per averla aiutata a riconciliare il suo difficile con Misha e lo bacia.                                       |                   |         |
| 3  | Le vere intenzioni di Sasha 「サーシャの真意」 - Sāsha no shin'i | 18 luglio 2020    |         |
| 3  | Ivis Necron, uno dei Sette Imperatori Demoniaci Anziani che Anos ha creato con il suo sangue, ora dirige l'accademia come uno dei sette presidi. Anos si rende conto che Ivis non si ricorda di lui e tenta di mandarlo indietro nel tempo per recuperare i suoi ricordi, tuttavia Ivis decide di rimanere neutrale. Per la prossima sfida dell'accademia, agli studenti viene chiesto di raccogliere oggetti magici da un castello che in realtà era quello in cui risiedeva Anos 2000 anni fa. Dopo aver raccolto un potente scettro al livello più basso, permette a Misha di prendere uno dei suoi oggetti personali, la veste della fenice, come regalo per il compleanno di Sasha, che serve per potenziare la sua magia della fiamma. Tuttavia, Sasha pugnala Misha e afferma di non essere mai stata loro alleata, ma di aver aspettato l'occasione giusta per tradirli. Anos sostiene che sta mentendo, poiché i suoi occhi demoniaci avrebbero dovuto attivarsi in presenza di un'emozione intensa, cosa che invece non è avvenuta. Sasha fugge con la veste e lo scettro, affermando di odiare Misha. Misha rivela ad Anos che scomparirà nel momento in cui lei e Sasha compiranno 15 anni e che la persona che lui considera Misha in realtà non esiste. |                   |         |
| 4  | 15º compleanno 「十五の誕生日」 - Jū go no tanjōbi | 25 luglio 2020    |         |
| 4  | Quando Sasha era un feto, Ivis l'ha divisa in due bambine in modo che al compimento del 15º anno di età si fondessero in unico demone più potente. Anos raggiunge Sasha che rivela di voler salvare Misha, quindi Anos sostiene che se le manda indietro nel tempo, possono fondersi con i loro feti non ancora nati e nascere come vere sorelle gemelle. Anos viene quindi pugnalato da Ivis, quindi Anos attiva l'incantesimo del tempo ma viene bloccato da Ego La Raviaz, dio guardiano del tempo. Fondendosi con Ivis, egli uccide apparentemente Anos, ma questi riappare illeso per inviare Sasha e Misha a fondersi con i loro io non ancora nati e poi distrugge Ivis. Dopo aver resuscitato Ivis, Anos gli restituisce tutti i suoi ricordi inalterati, e scopre che questi lo ha tradito solo perché i suoi ricordi erano stati modificati da qualcuno che lavora per Avos Dilhevia. Sasha e Misha fanno il loro ritorno sane salve come vere sorelle, e Anos decide di portare comunque lo scettro con loro per ottenere un punteggio perfetto nella sfida dell'accademia. Alla fine, Anos dona a Sasha un anello della sua collezione per potenziare la sua magia. |                   |         |
| 5  | Lo studente trasferito 「転入生」 - Ten'nyūsei | 1º agosto 2020    |         |
| 5  | Nel passato, uno spadaccino di nome Shin Reglia ottiene una grande vittoria per Anos e gli viene data la capacità di reincarnasi. Nel presente, Emilia annuncia che uno studente reale famoso per la sua abilità con la spada si è trasferito all'accademia. Dopo che Misa Iliorogue, una compagna di classe di Anos, ha informato quest'ultimo di essere un'unitariana, Anos scopre che anche Melheis Boran, uno degli Imperatori Demoniaci Anziani, è a sua volta un unitariano. Appreso che il padre reale di Misa non le parla da anni, Anos decide di permettere alla ragazza e alle sue compagne di classe unitariani di unirsi al suo gruppo se si dimostreranno all'altezza. All'accademia iniziano le lezioni di spada magica, dove Anos e lo studente trasferito, Lay Glanzudlii, sono gli unici abbastanza forti da brandire le spade magiche. Lay chiede di unirsi alla squadra di Anos, ignorando il suo status reale, ma Anos rifiuta e dice a Lay e Misa di sfidarlo nel prossimo duello d'esame a squadre. Misha e Sasha sconfiggono Misa e le sue compagne, mentre Anos tiene a testa Lay usando solo un ramo d'albero e Lay inizia a ricordare di aver già duellato con lui in passato. Alla fine Anos rivendica la vittoria e sospetta che Lay sia la reincarnazione di qualcuno che conosceva nella sua vita precedente mentre Lay promette di sconfiggerlo nel loro prossimo incontro. |                   |         |
| 6  | Il torneo di spada magica 「魔剣大会」 - Maken taikai | 8 agosto 2020     |         |
| 6  | Dopo il duello, Anos invita Lay e Misa a casa sua insieme a Sasha e Misha per la cena, quindi accoglie i primi due nella sua squadra, mentre i genitori festeggiano con entusiasmo la sua vittoria. A scuola, Emilia annuncia che due studenti sono stati scelti come concorrenti per il torneo di spada magica, ovvero Lay e Anos, ma quest'ultimo sospetta che ci sia un secondo fine dietro l'evento. Più tardi, Anos incontra Melheis Boran, uno dei sette Imperatori Demoniaci Anziani, il quale afferma che, pur ritenendo che i suoi ricordi siano stati cancellati a un certo punto, è certo che Anos sia il Re Demone della Tirannia. Per dimostrare la sua gratitudine a Misha, Anos la porta in giro per la città per trascorrere piacevolmente del tempo insieme. Durante il loro appuntamento, Ivis, sotto le mentite spoglie di un gatto, informa Anos che qualcuno al di sopra di Melheis controlla gli Unitariani. Il giorno del torneo, Ivis comunica ad Anos altre informazioni che ha scoperto, e ciò porta Anos a decidere di non prendere parte all'evento. Tuttavia, dopo aver capito quanto i suoi genitori credano in lui, Anos cambia idea e affronta il vincitore del torneo precedente, Krut Ludowell. |                   |         |
| 7  | Le parole della mamma 「母の言葉」 - Haha no kotoba | 15 agosto 2020    |         |
| 7  | Anos sconfigge facilmente Krut, facendo arrabbiare Emilia, e nel duello successivo Lay vince contro il suo avversario. Nel retro dell'arena, Anos e Lay si confrontano e il primo si accorge che l'altro si comporta in modo insolito e vuole approfondire la faccenda. Dopo aver vinto il suo prossimo incontro, Anos consegna la sua spada alla madre, quindi lui e Misa si recano all'ospedale. Lì incontrano la madre adottiva di Lay, Sheila, affetta dalla malattia dello spirito. La donna rivela che Lay è controllato dai reali, e Misa si offre di aiutarla a stare meglio. Nel frattempo, Emilia attacca la madre di Anos e le compagne di classe di Misa quando si rifiutano di consegnarle la spada. Al suo arrivo, Anos blocca Emilia e guarisce tutte le ragazze e sua madre, dopodiché teletrasporta furiosamente Emilia nell'arena dove la trafigge con una spada prima di ucciderla. La resuscita poi come ibrido per farla pentire dei suoi pregiudizi e offrirle un punto di vista differente di vivere le cose. All'ospedale, Lay ferma Misa dal suo processo curativo dell'anima per evitare che la ragazza possa mettere a rischio la sua forza vitale, poi parla con Sheila, che gli dice di vivere la sua vita come desidera. A questo punto, Lay se ne va prima del ritorno di Anos. Il giorno dopo, Anos e Lay danno inizio al loro incontro in finale.                          |                   |         |
| 8  | Il duello finale 「二人の決勝戦」 - Futari no kesshōsen | 22 agosto 2020    |         |
| 8  | Prima dell'inizio del duello, vengono applicate regole speciali che hanno un impatto significativo sia su Lay che su Sheila, i quali rischiano la vita. Lay elogia Anos per la sua capacità di combattere nonostante la sua magia sia stata prosciugata da un bracciale, tuttavia decide comunque di combattere alle sue condizioni, il che consente loro di dare lo stesso il meglio di sé e Anos vince. Viene poi rivelato che Melheis era la mente dietro al torneo, così Anos viene sfidato da Melheis, Gaios Anzem e Ydol Anzeo all'interno di una prigione dimensionale. Tuttavia, Lay elimina Gaios e Ydol, e Melheis rivela che la vita di Sheila è nelle sue mani, il che induce Lay a lasciare la prigione dimensionale per salvarla. Fiducioso nelle sue capacità, Melheis si mette al sicuro in uno Spazio Assoluto dove ne approfitta per attaccare Anos e Lay, mettendoli in difficoltà in più modi. Ad un certo punto, Sheila si trasforma in una spada, che Lay usa per falciare lo Spazio Assoluto, consentendo ad Anos di affrontare finalmente Melheis e liberarlo dal controllo mentale. Tornato all'arena, Anos viene dichiarato vincitore del torneo, quindi guarisce Lay e resuscita Sheila, rivelando che la sua vera forma originaria era per l'appunto una spada. In seguito, Sasha dona ad Anos una spada come regalo commemorativo dell'evento.                                 |                   |         |
| 9  | Il mistero dell'Accademia degli Eroi 「勇者学院の謎」 - Yūsha gakuin no nazo | 29 agosto 2020    |         |
| 9  | Nel passato, Anos dice a Kanon di voler porre fine alla guerra, tuttavia è costretto a sconfiggere Jerga in uno scontro. Nel presente, agli studenti viene comunicato che avranno lezioni interscolastiche nel Regno degli Umani. Anos, Misha, Sasha, Lay e Misa hanno un incontro di allenamento durante l'aula studio, e più tardi Anos parla con Melheis, ricevendo nuovi dettagli riguardo alle loro indagini. Tempo dopo, Anos regala a Lay una spada della sua collezione appartenuta in passato a un suo conoscente. Tre settimane dopo, gli studenti si recano a Gairadite per le lezioni interscolastiche, e Anos teletrasporta il suo gruppo in città. Anos e Sasha si dirigono poi all'Accademia degli Eroi Arclaniska, dove incontrano Eleonore Bianca, una studentessa del terzo anno. Questa li accompagna all'interno dell'accademia, e quando Sasha sottolinea l'inesattezza della vittoria di Kanon sul Re Demoniaco della Tirannia, Anos la placa. In seguito, Eleonore parla loro della Jerga Kanon, una classe elitaria di eroi reincarnati. Incontrano quindi due studenti, Ledriano Kanon Azeschen e Laos Kanon Jilfor, che affermano di essere la reincarnazione di Kanon, cosa di cui Anos dubita. Dopo aver sconfitto facilmente Laos, Eleonore informa Anos che Kanon è stato ucciso 2000 anni fa da un umano.                                                                    |                   |         |
| 10 | Esame interscolastico 「学院別対抗試験」 - Gakuin betsu taikō shiken | 5 settembre 2020  |         |
| 10 | All'interno dell'Accademia degli Eroi, Revest Aynie, uno studente del terzo anno, affronta Anos dicendo che non lo riconosce come la reincarnazione del Re Demoniaco. Durante il primo giorno di lezioni interscolastiche, si tiene una dimostrazione sulla ricreazione. Il rappresentante dell'Accademia degli Eroi, Ledriano, esegue facilmente il compito, mentre Revest fatica a farlo. Anos rivela che l'Accademia degli Eroi ha truccato la dimostrazione per cercare di screditarli. Alla sera, Ivis comunica ad Anos alcune nuove informazioni che ha scoperto durante la sua indagine. Più tardi, Anos si reca a un festival con Misha e Sasha, dove vede Lay e Misa che hanno un appuntamento, e lui le regala un ciondolo. Il giorno dopo, al lago Seimei, iniziano gli esami interscolastici e Anos si offre di rappresentare la sua scuola, ma Revest decide di sostituirlo. Durante la prova, la squadra di Revest affronta gli studenti dell'Accademia degli Eroi, che però imbrogliano mescolando l'Acqua Santa all'acqua del lago per indebolire i demoni. Una volta salvata la squadra di Revest, Anos usa un incantesimo per far evaporare il lago, quindi sfida gli studenti dell'Accademia degli Eroi. |                   |         |
| 11 | Il bagliore della vita 「命の輝き」 - Inochi no kagayaki | 12 settembre 2020 |         |
| 11 | La sfida prosegue e la squadra di Anos nota che gli studenti dell'Accademia degli Eroi hanno eretto una barriera che aumentai loro poteri, quindi Misha costruisce un castello al centro di essa come contromisura. Durante la battaglia, Anos incontra Zeshia Kanon Ijaysica, una studentessa e presunta reincarnazione di Kanon, mentre Sasha e Lay sconfiggono rispettivamente Laos e Heine Kanon Iorg. In seguito, Anos affronta Ledriano e Zeshia e gli abitanti della città dà loro la propria energia per potenziarli, ma Anos utilizza l'energia dei suoi compagni di classe unitariani per difendersi. Ad un certo punto si sente una voce misteriosa pregna d'odio che dice agli studenti di uccidere i demoni, e nel mentre, Anos tiene impegnata Zeshia che scatena una serie di attacchi autodistruttivi. Più tardi, Eleonore chiede ad Anos di recarsi al santuario, ma questi invia Misha al posto suo perché impegnato a fermare Zeshia. Al santuario, Misha si imbatte in Diego Kanon Ijaysica, il direttore dell'Accademia degli Eroi, il quale colpisce furiosamente la ragazza, quasi uccidendola. Poco dopo arriva Anos, il quale salva Misha e impedisce a Diego di fare il lavaggio al cervello agli studenti con lo scopo di fargli uccidere i demoni. Dopo aver eliminato Diego, Anoe e Misha incontrano Eleonore che rivela di essere magia.                                      |                   |         |
| 12 | Magia proibita 「禁忌の魔法」 - Kinki no mahō | 19 settembre 2020 |         |
| 12 | Eleonore rivela di essere stata creata con un incantesimo di magia proibita, e quindi è un umano magico. Anos la libera in modo che possa salvare gli studenti dell'Accademia degli Umani, dopodiché lei svela la verità sulle creazione dell'Accademia degli Eroi, sugli studenti, sulle origini della voce che hanno sentito in precedenza, sulla sua esistenza e su come è stato realmente ucciso Kanon. Proprio quando Anos sta per esaudire il desiderio di Eleonore, i due si trovano di fronte a un clone di Diego. Improvvisamente, tre degli Imperatori Demoniaci Anziani si presentano con una figura misteriosa, che afferma di essere Avos, che deride Anos prima di andarsene con la spada Evansmana. Qualche giorno dopo, Avos dichiara guerra agli umani, e nel frattempo, Anos si incontra con i restanti Imperatori Demoniaci Anziani per discutere sul da farsi e al gruppo si uniscono i suoi amici. La guerra ha inizio e mentre i suoi amici affrontano le forze di Avos, Anos decide di affrontare quest'ultimo da solo. Dopo averlo rinchiuso in uno spazio separato con la magia, smaschera Avos che si rivela essere Lay, ovvero la reincarnazione di Kanon. |                   |         |
| 13 | Che il mondo si riempia d'amore 「世界が愛に満ちるように」 - Sekai ga ai ni michiru yō ni | 26 settembre 2020 |         |
| 13 | Lay rivela ad Anos la verità sul perché ha riscritto la storia dopo la sua morte, dopodiché i due ingaggiano un combattimento. Durante la battaglia, Anos elimina sei delle sette anime di Lay, ma permette a questi di sconfiggerlo per far cessare l'odio degli umani verso i demoni. Rifiutandosi di accettare il risultato, Diego ordina ai cloni di Zeshia di autodistruggersi, quindi Eleonore cerca di farlo ragionare, ma invano. A questo punto appare Jerga sotto forma di magia sacra che vuole sterminare personalmente i demoni, ma viene affrontato da Lay e dalla fusione di Misha e Sasha. Jerga tenta nuovamente di far autodistruggere i cloni di Zeshia, ma viene fermato da Anos, ritornato dalla morte. Jerga decide allora di prosciugare con la forza la speranza della città per trasformarsi in un possente cavaliere dorato, e con tale forma combatte contro Lay e Anos, ma viene ucciso da quest'ultimi e Anos gli permette di reincarnarsi. Conclusa la battaglia, Anos si riunisce con Misha e Sasha, Lay va da Misa ed Eleonore diventa la magia di Anos. Alla fine, tutti tornano a casa nel regno dei demoni per festeggiare la pace ritrovata. |                   |         |

#### Seconda stagione
| Nº | Titolo italiano Giapponese 「Kanji」 - Rōmaji                                                                                     | In onda           | In onda |
| Nº | Titolo italiano Giapponese 「Kanji」 - Rōmaji                                                                                     | Giapponese        |         |
| 1  | La lezione del Dio 「神の授業」 - Kami no jugyō                                                                                   | 7 gennaio 2023    |         |
| 2  | Lo scontro d'intelletto del Re Demoniaco 「魔王の知恵比べ」 - Maō no chie kurabe                                                  | 14 gennaio 2023   |         |
| 3  | La scuola degli spiriti 「精霊の学舎」 - Seirei no gakusha                                                                        | 21 gennaio 2023   |         |
| 4  | La prova degli spiriti 「精霊の試練」 - Seirei no shiren                                                                          | 28 gennaio 2023   |         |
| 5  | Tra famiglie reali e meticci 「皇族と混血の狭間で」 - Kōzoku to konketsu no hazama de                                             | 4 febbraio 2023   |         |
| 6  | Il Grande Spirito Madre e il braccio destro del Re Demoniaco 「母なる大精霊と魔王の右腕」 - Hahanaru dai seirei to maō no migiude | 11 febbraio 2023  |         |
| 7  | Semplicemente come una singola spada 「ただ一振りの剣の如く」 - Tada hitofuri no ken nogotoku                                     | 19 agosto 2023    |         |
| 8  | Un regno dei Demoni senza Re Demoniaco 「魔王のいない魔族の国」 - Maō no inai mazoku no kuni                                      | 26 agosto 2023    |         |
| 9  | Pregando per 2000 anni dopo 「二千年後に断りを込めて」 - Ni sennen go ni kotowari o komete                                        | 2 settembre 2023  |         |
| 10 | Che l'odio resti nel passato 「憎しみは過去に」 - Nikushimi wa kako ni                                                            | 9 settembre 2023  |         |
| 11 | Per squarciare quel fato 「その宿命を断らきろために」 - Sono shukumei o kotowaraki ro tame ni                                     | 16 settembre 2023 |         |
| 12 | Il disadattato 「不適合者」 - Futekigōsha                                                                                         | 23 settembre 2023 |         |
| 13 | La Luna della Creazione 「創造の月」 - Sōzō no tsuki                                                                              | 12 aprile 2024    |         |
| 14 | Il Dio della Selezione 「選定の神」 - Sentei no kami                                                                              | 19 aprile 2024    |         |
| 15 | L'istituto dell'Era degli Dei 「神代の学府」 - Jindai no gakufu                                                                   | 26 aprile 2024    |         |
| 16 | Raccogliendo un briciolo di coraggio 「ちっぽけな勇気を合わせながら」 - Chippokenayūki o awasenagara                              | 3 maggio 2024     |         |
| 17 | Uno scontro d'orgoglio 「誇りの戦い」 - Hokori no tatakai                                                                         | 10 maggio 2024    |         |
| 18 | L'onnipotente Re Demoniaco 「全能なる魔王」 - Zen'nōnaru maō                                                                      | 17 maggio 2024    |         |
| 19 | Il Grande Addestramento del Re Demoniaco 「大魔王教練」 - Dai maō kyōren                                                          | 31 maggio 2024    |         |
| 20 | Il regno del Drago Divino 「神竜の国」 - Shin ryū no kuni                                                                         | 7 giugno 2024     |         |
| 21 | Sesto Inno del Re Demoniaco, "Il prossimo tuo" 「魔王讃美歌第6番『隣人』」 - Maō sanbika dai rokuban 'rinjin'                     | 14 giugno 2024    |         |
| 22 | Il Dio delle Tracce, Revalschned 「痕跡神リーバルシュネッド」 - Konseki-shin Rībarushuneddo                                       | 28 giugno 2024    |         |
| 23 | La promessa scambiata in sogno 「夢で交わした約束」 - Yume de kawashita yakusoku                                                  | 5 luglio 2024     |         |
| 24 | Il sogno della Dea 「神の見た夢」 - Kami no mita yume                                                                             | 25 luglio 2024    |         |